# مؤسسة الوسط الإعلامية
مؤسسة الوسط الإعلامية هي مؤسسة إعلامية ليبية خاصة تأسست سنة 2013 في مصر. تمتلك عدد من الوسائل الإعلامية أبرزها بوابة الوسط، وراديو الوسط.

## تاريخ
بتاريخ 4 مارس 2024 أقامت مؤسّسة الوسط الإعلانيّة مأدبة عشاء على شرف المشاركين في البرنامج الثّقافي الليبي بمعرض القاهرة للكتاب.

## أعمال المؤسسة
ترتكز أعمال المؤسسة على مجالات الإعلام الإلكتروني، والورقي، والسمعي والبصري.

### جريدة الوسط
بدأت جريدة الوسط في الصدور أسبوعيًا في نوفمبر 2015. وأعلن حينها رئيس تحرير الجريدة بأنهم سيعملون على تحويل الجريدة إلى جريدة يومية يتم توزيعها في كامل ليبيا.

### راديو الوسط
في مايو 2014، أعلن محمود شمام رئيس مجلس إدارة مؤسسة الوسط عن نية مؤسسته إطلاق محطة إذاعية باسم «راديو الوسط إف إم» تبث في معظم المدن الليبية، وأن البث الإذاعي سينسق ما بين استديوهات الراديو في المدن الليبية والاستديو الرئيس في القاهرة. في 11 يناير 2015، انطلق البث الإذاعي لراديو الوسط على موجة موحدة 98.7 اف ام في بنغازي، وطبرق، والبيضاء شرقي ليبيا. ثم توسع بث الراديو غربًا حيث غطى مدينتي طرابلس ومصراتة. مطلع نوفمبر 2015، بدأ راديو الوسط في شراكة بث مع إذاعة هولندا العالمية ببرنامج أسبوعي يدعى «هنا ليبيا». في نهاية فبراير 2017، أوقفت السلطات التابعة لمجلس النواب الليبي بث راديو الوسط في بعض مدن شرق البلاد، وصادرت معداته. وفي الأول من مارس، راسلت المؤسسة العامة للإذاعة والتلفزيون مؤسسة الوسط بخطاب يفيد عدم ممعانتها لاستمرار بث الراديو بعد أن أوقفته ليومين بسبب تداخل في إشارة الراديو مع الإذاعة المحلية لبنغازي. مع مطلع أغسطس 2017، أعلن مدير راديو الوسط أحمد المقصبي عن بدء الراديو بالبث المرئي لبرامج الراديو على الإنترنت، مع استمرار البث الصوتي في كل من البيضاء، وطرابلس، ومصراتة وسبها، وتوقف البث في البيضاء وبنغازي. في نوفمبر 2017، نال راديو الوسط «درع الإبداع في المجال المرئي والمسموع» بمونديال القاهرة للأعمال الفنية والإذاعية عبر مشاركته ببرنامج إذاعي يدعى «إشاعة».

### بوابة الوسط
هي المنصة الرقمية التفاعلية، وتقدم الأخبار المحلية والدولية على مدار الساعة، كما تقدم البوابة محتوى في مجالات متنوعة.

### تلفزيون الوسط
في 24 ديسمبر 2018، أطلقت مؤسسة الوسط الإعلامية قناة فضائية، تزامنًا مع الذكرى الـ50 لانطلاق التلفزيون الليبي.

## التمويل
يظل عدم وضوح مصدر تمويل المؤسسة مثار تساؤلات لدى الكثيرين، إلا أن رئيس مجلس إدارة المؤسسة محمود شمام في لقاء تلفزيوني أجراه على قناة ليبيا نفى أن تكون المؤسسة تتلقى أي تمويل حكومي من أي دولة قائلاً:«إن تمويل مؤسسة الوسط يأتي من رأس المال المغامر، ويساهم في تمويلها عدد من رجال الأعمال العرب من ليبيا وعدة دول عربية أخرى».